# Thymops takedai
Thymops takedai is een kreeftensoort uit de familie van de Nephropidae. De wetenschappelijke naam van de soort is voor het eerst geldig gepubliceerd in 2012 door Ahyong, Weber & Chan.